# Bolgár–török határ

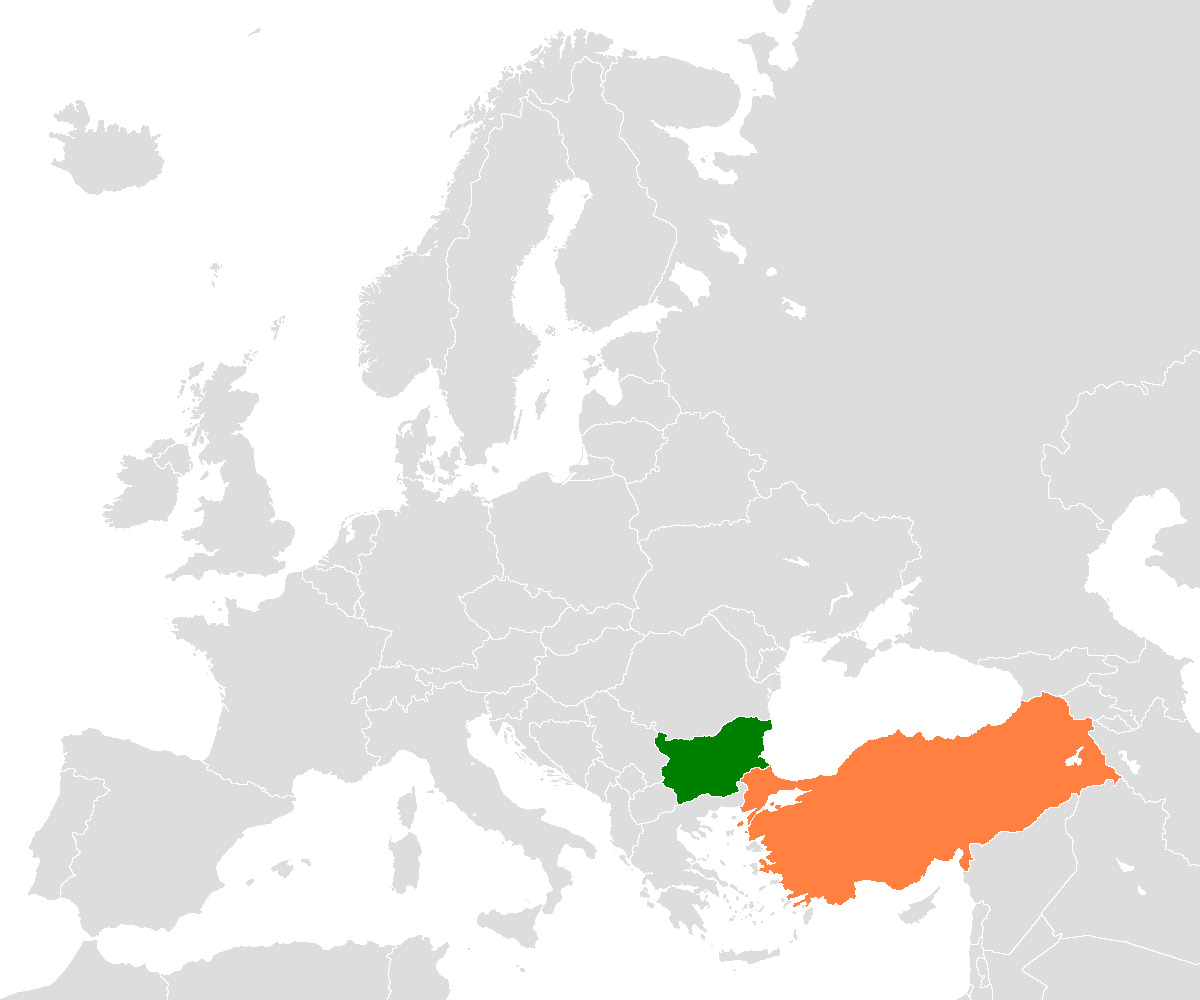

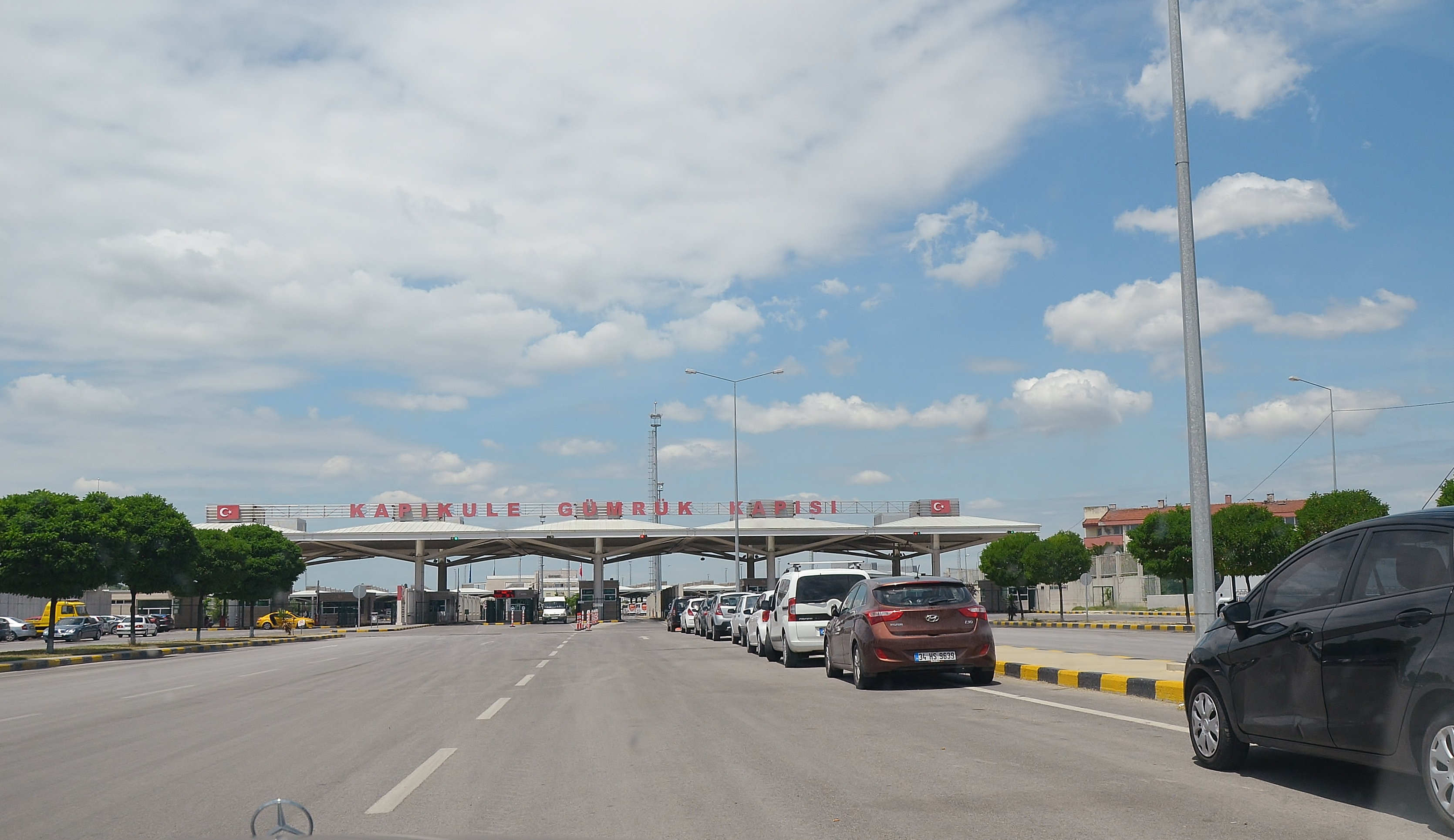
A Kapıkule határátkelőhely

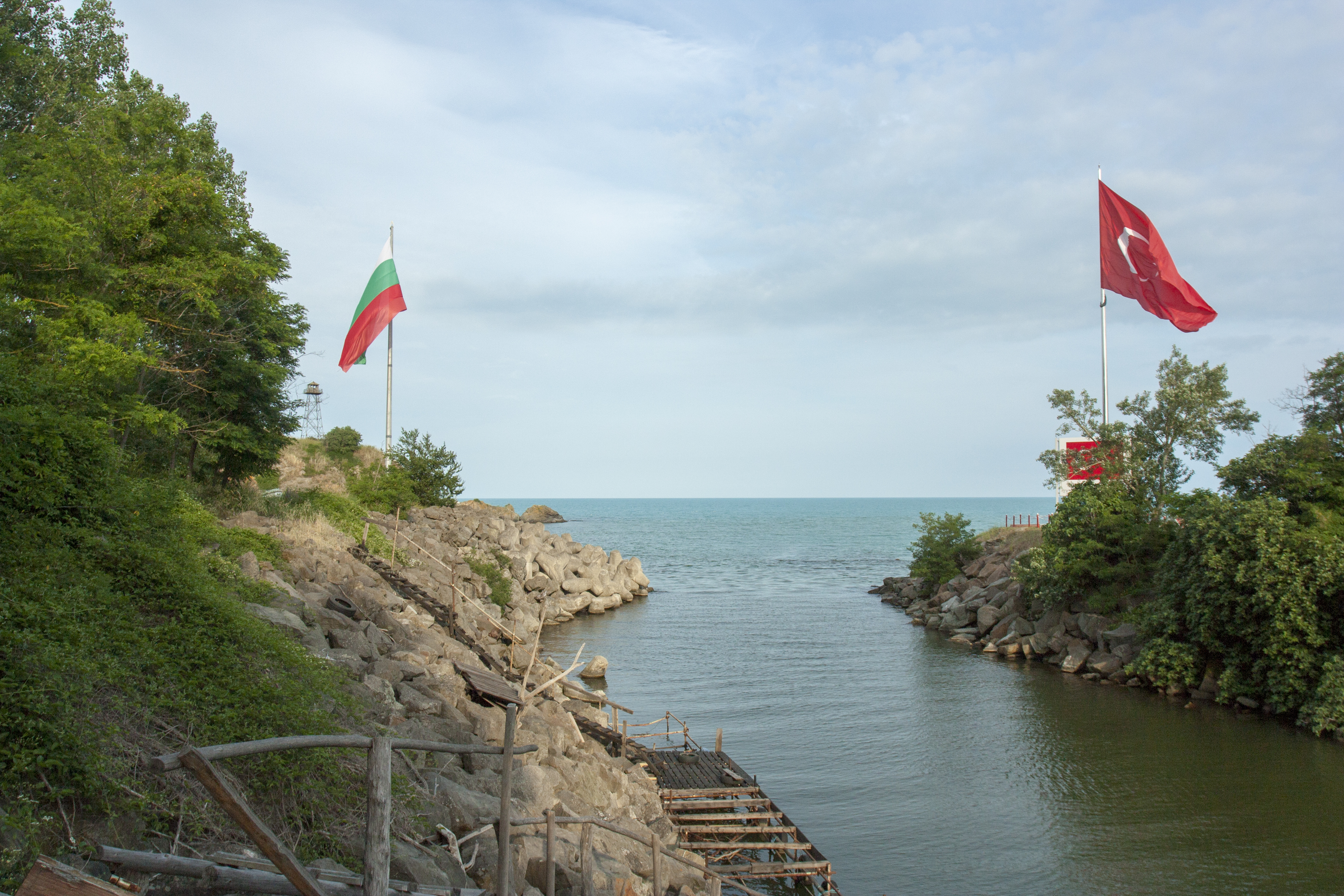
Határ a Fekete-tengeren

A bolgár–török határ 270 kilométer hosszú nemzetközi határ a Bolgár Köztársaság és a Török Köztársaság között. A határt a San Stefanó-i béke rögzítette 1878-ban az Oszmán Birodalom belső határaként. A jelenlegi határokat az 1913-as konstantinápolyi szerződés és tíz évvel később a lausanne-i békeszerződés rögzítette, jóllehet Bulgária nem volt a szerződést megkötő felek között. A hidegháború idején a határt szögesdrótkerítés védte, és a bolgár határőrök parancsot kaptak a lőfegyver használatára a szökési kísérletek során. Az 1960-as és 1970-es években számos NDK-állampolgár vesztette életét ezen a határon.
A határ az emberkereskedelem, a menekültek szervezett segítése, drogcsempészet és -terjesztés, részben pedig a korrupció miatt vált hírhedtté. Bulgáriából elsősorban alkoholt és európai árucikkeket csempésznek Törökországba.
Bulgária már 2014. januárban, vagyis a 2015-től tartó európai migrációs válság előtt elkezdte egy 30 kilométer hosszú határkerítés építését az Európai Uniónak ezen a külső határán a török határ mentén, hogy gátat szabjon a Közel-Keletről és Észak-Afrikából érkező, növekvő számú menekültnek. A bolgár hadsereg áltel épített három méter magas kerítés első része 2014. júliusban készült el, és mintegy 5 millió euróba került. 2015 elején a kormány bejelentette a kerítés 130 kilométeres hosszabbítását. Bojko Boriszov miniszterelnök "abszolút szükséges"nek nevezte a kerítés meghosszabbítását annak érdekében, hogy megakadályozzák az illegális bevándorlást az Európai Unióba. A bolgár országgyűlés úgy döntött, hogy a kerítés hosszabbítását nemzetbiztonsági okokból nyilvános közbeszerzési eljárás nélkül kell megvalósítani. 2016. márciusig a kerítés tervezett 166 kilométeréből majdnem 100 készült el, a munkálatokat 2017-ben fejezték be. A bulgáriai török nagykövet, Süleyman Gökçe, aggodalmát fejezte ki a határzár miatt, és hozzátette, hogy ez elégedetlenségre ad okot, és alkalmat ad a kerítés politikai hatásainak átgondolására. A határon ismételten történnek halálesetek.

## Határvonal
A határ hossza a legnyugatibb és legkeletibb pont között 269 kilométer, légvonalban 142 kilométer. Ez már önmagában is mutatja, hogy a határvonal nagymértékben igazodik a folyók vonalához és más földrajzi adottságokhoz, ami megnehezíti a felügyeletet. Bolgár oldalon a határvidék igen gyéren volt lakott (részben a hidegháború kísérőjelenségeként), de a Varsói Szerződés és NATO közötti határként erős katonai védelemmel látták el. A Sztrandzsa-hegység miatt részben járhatatlan bolgár határvidék továbbra is gyéren lakott. Török oldalon számos település és mezőgazdasági terület helyezkedik el a határvonalig. Kishatárforgalomra nincs igény. 
A határ mentén összesen négy hivatalos határátkelőhely létezik, három a közúti, egy a vasúti forgalom számára. A Kapitan Andreevo-Kapıkule határátkelőhely a legforgalmasabb európai határátkelőhely, és egyben a Tokióig vezető, több mint 20 500 kilométer hosszúságú Asian Highway 1 kezdőpontja.
Közúti határátkelőhelyek
- Kapitan Andreevo(wd) – Kapıkule
- Leszovo(wd) – Hamzabeyli(wd)
- Malko Tarnovo(wd) – Dereköy(wd)

Vasúti határátkelőhely
- Szvilengrad(wd) – Kapıkule

## Fordítás
Ez a szócikk részben vagy egészben  a   Grenze zwischen Bulgarien und der Türkei című német Wikipédia-szócikk ezen változatának fordításán alapul.  Az eredeti cikk szerkesztőit annak laptörténete sorolja fel. Ez a jelzés csupán a megfogalmazás eredetét és a szerzői jogokat jelzi, nem szolgál a cikkben szereplő információk forrásmegjelöléseként.